# Отбеливание
Отбе́ливание, беле́ние — обработка того или иного материала, устраняющая (нежелательную) окраску для придания ему белого цвета. Отбеливание производится с использованием физического процесса, когда на материал наносится оптический отбеливатель, или химическим способом, когда с помощью химического реагента происходит разрушение веществ, окрашивающих материал.

## Применяется
- в текстильной промышленности (на этапе подготовки к окрашиванию ткани);
- в производстве;
  - бумаги;
  - жиров и масел;
  - муки;
  - воска;
- в других отраслях промышленности;
- в фотографических процессах. Отбеливание означает растворение и удаление из эмульсии проявленного металлического серебра;
- в быту (отбеливание текстильных изделий)
- в косметической стоматологии (отбеливание зубов)
- в порноиндустрии (отбеливание ануса)

## Механизм отбеливания
Физическое отбеливание представляет собой нанесение красителя  (оптический отбеливатель) на материал. В частности, добавление синего красителя позволяет устранить видимый жёлтый оттенок продукта (например, тканей и полимеров).
Химическое отбеливание может происходить различными путями:
- отбеливающий агент разрушает химические связи молекулы хромофора;
- модицифирует двойную химическую связь в одинарную таким образом, что хромофор перестаёт поглощать видимый свет.[2]

## Агенты отбеливания
Окисляющие агенты отбеливания:
- Жавелевая, Лабарракова вода
- Хлорная известь
- Оксид хлора(IV)
- Пероксид водорода
- и т. д.

Агенты отбеливания иного способа действия:
- Высокоэнергетические фотоны ультрафиолетового излучения
- Гидросульфит натрия
- сернистый газ
- другие…

Оптические отбеливатели имеют другую природу действия, более сходную с крашением.

## Типы отбеливателей
Большинство промышленных и бытовых отбеливателей относятся к нескольким широким классам:
- Отбеливатели на основе хлора, активным веществом которых является хлор, обычно образуются в результате разложения какого-либо соединения хлора, такого как гипохлорит или хлорамин.
- Отбеливатели на основе перекиси, активным веществом которых является кислород, почти всегда образуются в результате разложения перекисного соединения, такого как перекись водорода.
- Отбеливатели на основе диоксида серы, активным веществом которых является диоксид серы, возможно, образующиеся в результате разложения какого-либо оксосернистого аниона.

## Символы отбеливания на ярлыках текстильных изделий
На ярлыках текстильных изделий указываются символы, регламентирующие правила их обработки. Для отбеливания это знак в виде треугольника.
|  | Отбеливание разрешено любыми окисляющими отбеливателями                            |
|  | Отбеливание разрешено только кислородсодержащими/нехлорными отбеливателями         |
|  | Отбеливание запрещено                                                              |
|  | Отбеливание разрешено хлорсодержащими отбеливателями. Неиспользуемый больше символ |